# Coccus gymnospori
Coccus gymnospori är en insektsart som först beskrevs av Green 1908.  Coccus gymnospori ingår i släktet Coccus och familjen skålsköldlöss. Inga underarter finns listade i Catalogue of Life.